# Millie Knight
(Millie Knight,)
Millicent Genevieve Knight, detta Millie (Canterbury, 15 gennaio 1999), è una sciatrice alpina britannica non vedente, vincitrice di 4 medaglie alle Paralimpiadi di sci alpino. All'età di 15 anni, è stata la più giovane portabandiera britannica alla cerimonia di apertura delle Paralimpiadi di Soči 2014.

## Biografia
A causa di un'infezione, all'età di anno, Knight ha perso gran parte della vista dell'occhio destro. Cinque anni dopo, ha subito la stessa condizione all'occhio sinistro, rimanendo con una visione periferica all'occhio destro del 5% e del 5-10% a quello sinistro..
Nel 2006,, poco prima che Knight perdesse la vista, durante una vacanza sugli sci in Francia, è stata incoraggiata da sua madre a provare questo sport. Ispirata successivamente a intraprendere lo sport a livello agonistico dall'incontro con lo sciatore Sean Rose (poco dopo la sua partecipazione alle Paralimpiadi invernali del 2010), Knight ha accettato l'invito della British Disabled Ski Team Development Squad nel 2011, iniziando a gareggiare da novembre 2012 con sua madre come guida vedente. Nel 2012 si è iscritta alla King's School di Canterbury.
A partire dal 2014 Knight ha affiancato lo studio alla carriera sportiva. Nel 2016, gli ottimi risultati ottenuti alla maturità le hanno assicurato un posto all'Università del Kent per studiare psicologia.
A luglio 2017, Knight è stata nominata dottore onorario dell'Università del Kent.

## Carriera sciistica
È entrata a far parte della squadra di sci paralimpica della Gran Bretagna a novembre 2012, all'età di 13 anni, iniziando a competere a livello internazionale. A causa della mancanza della vista, Knight gareggia nella classe B2, una classificazione tra non vedenti e ipovedenti. Per motivi finanziari la prima guida vedente di Knight, fino alla fine di gennaio 2013, è stata la madre, gareggiando insieme in eventi per non vedenti. Nella primavera del 2013, Kinght ha partecipato all'Europa Cup nelle gare di slalom speciale e slalom gigante. La sua guida temporanea, Rachael Ferrier, si è unita brevemente a Knight alla fine del 2013; la coppia ha vinto tre medaglie di bronzo ai Campionati nazionali in Austria, due d'argento alle gare di sci alpino del Comitato internazionale paralimpico nei Paesi Bassi e quattro medaglie d'oro agli eventi IPCAS in Austria.

### Paralimpiadi 2014
Le Paralimpiadi di debutto di Knight sono state le Paralimpiadi invernali del 2014 a Soči; la competizione all'età di 15 anni l'ha resa la più giovane concorrente paralimpica britannica a qualsiasi Paralimpiade invernale Allo Stadio Olimpico di Fisht è stata la portabandiera alla cerimonia di apertura dei Giochi, onore che Knight ha descritto come "una sorpresa". Il 14 marzo ha gareggiato per la squadra nazionale paralimpica britannica nello slalom, finendo la gara al 5º posto, e due giorni dopo, il 16 marzo nello slalom gigante, concludendo di nuovo quinta. Non c'era alcuna aspettativa significativa su Knight alle Paralimpiadi del 2014, poiché il suo obiettivo erano le Paralimpiadi invernali del 2018 a Pyeongchang.

### Dopo Soči
Dopo i giochi di Soči, nell'aprile 2014 è stato annunciato che Knight avrebbe partecipato al Queen's Baton Relay il 5 giugno 2014, nel Kent.
Dopo le Paralimpiadi del 2014, Knight si è separato da Ferrier, gareggiando nella stagione 2014-15 con una serie di guide sostitutive. In quella stagione si è recata in Canada per competere ai Campionati mondiali di sci alpino IPC 2015 a Panorama Mountain Village nella Columbia Britannica. Prima dei campionati, Knight aveva vinto due medaglie d'oro nel tour della Coppa del mondo e le speranze che potesse vincere una medaglia erano alte. Al Panorama Knight ha preso parte alle due prove tecniche, lo slalom e lo slalom gigante, essendo ancora troppo giovane per gareggiare nelle gare di velocità. Nel suo primo evento, lo slalom gigante, Knight ha preso il comando nella prima manche con un tempo di 1:12.90, ma nonostante avesse migliorato nella seconda manche (tempo 1:11.49), è stata battuta per la medaglia d'argento dalla russa Aleksandra Frantseva, per un terzo di un secondo. Due giorni dopo Knight ha preso parte allo slalom, vincendo il bronzo, le uniche due medaglie britanniche dei giochi.
La stagione successiva Knight ha collaborato con la guida Brett Wild, che in precedenza aveva gareggiato, nella squadra di sci scozzese. Dopo essersi incontrati inizialmente in un ritiro a dicembre 2015, i due hanno gareggiato insieme alle finali di Coppa del mondo ad Aspen, in Colorado, dove hanno ottenuto due vittorie in discesa libera e supergigante e un terzo posto nello slalom gigante. Questo successo ha convinto la coppia a concentrarsi sulle discipline della velocità, che sentivano essere la loro forza.
In vista dei Campionati mondiali di sci alpino paralimpico del 2017 a Tarvisio, Knight ha ottenuto un grande successo sul circuito dela Coppa del mondo, conquistando 11 medaglie, di cui sette ori nei mesi precedenti i campionati. Agli stessi campionati, Knight e la guida Brett Wild hanno vinto l'oro nella discesa libera con un tempo di 1:13.42, battendo la cinque volte campionessa paralimpica Henrieta Farkašová per 1,2 secondi. I funzionari del team della Gran Bretagna hanno dichiarato che questo era il primo titolo mondiale per un paraskier britannico. Knight e Wild hanno successivamente preso un argento, arrivando dietro a Farkašová, nella supercombinata e un secondo argento nello slalom gigante.
A partire dai Campionati mondiali del 2017 a Tarvisio, Knight ha subito una serie di commozioni cerebrali – incluso un grave incidente a Leogang, in Austria e un incidente in Corea del Sud dove si è ribaltata per tre volte, lussandosi la mascella – che l'hanno portata fuori dai giochi per sei mesi. Nonostante gli incidenti, nel 2017 si è classificanto al 1º posto nella gara di discesa libera ai Campionati del mondo e al 2º posto in supercombinata, slalom gigante e slalom speciale.
Nel luglio 2017, Knight è diventata dottoressa onoraria dell'Università del Kent.

### Paralimpiadi 2018
Alle Paralimpiadi del 2018 a Pyongchang, in Corea del Sud, Knight ha vinto due medaglie d'argento nel weekend di apertura dei Giochi nella discesa libera e nel superG, prima del bronzo nello slalom nell'ultima giornata delle Paralimpiadi.

### Campionati mondiali di sport sulla neve 2021
Nel 2022, ha vinto la medaglia d'oro nella supercombinata femminile per non vedenti ai Campionati mondiali di sport sulla neve tenutisi a Lillehammer, in Norvegia e il bronzo nel superG femminile per non vedenti.

## Palmarès

### Paralimpiadi
- 4 medaglie:
  - 2 argenti (discesa libera e supergigante a Pyeongchang 2018)
  - 2 bronzi (slalom speciale a Pyeongchang 2018; discesa libera a Pechino 2022)

### Campionati mondiali
- 8 medaglie:
  - 2 ori (discesa libera a Tarvisio 2017; supercombinata a Lillehammer 2022)
  - 4 argenti (slalom gigante a Panorama 2015; supercombinata, slalom gigante e slalom speciale a Tarvisio 2017)
  - 2 bronzi (slalom speciale a Panorama 2015; supergigante a Lillehammer 2022)